# Bandeira de Taquaritinga
A lei municipal 196 de 10 de outubro de 1956, promulgada pelo então prefeito Ademar Carvalho Gomes, adota para Taquaritinga, no estado de São Paulo, a bandeira municipal de forma retangular nas cores branca, simbolizando a paz e verde, simbolizando a fé, esperança e a riqueza agrícola.
Uma faixa branca atravessa o retângulo de cima para baixo e da esqueda para a direita, o canto superior direito e o inferior esquerdo são verdes.
Ao centro da faixa branca, uma coroa real dourada salpicada de pedras pérolas e forrada de púrpura. A coroa é lembrança da revolução monarquista ocorrida no municipio.
Ladeando a coroa encontra-se à esquerda um ramo de café frutificado, fonte de riqueza do município na época; e à direita uma taquara, origem do nome do município.